# Servando Sánchez
Servando Sánchez Barahona (ur. 2 czerwca 1984 w San Fernando) – hiszpański piłkarz występujący na pozycji obrońcy w Cádiz CF.

## Statystyki klubowe
| Sezon   | Klub              | Kraj      | Liga               | Mecze | Bramki | Puchar krajowe | Mecze | Bramki |
| ------- | ----------------- | --------- | ------------------ | ----- | ------ | -------------- | ----- | ------ |
| 2005/06 | CD Díter Zafra    | Hiszpania | Segunda División B | 29    | 1      | -              | -     | -      |
| 2006/07 | Real Oviedo       | Hiszpania | Segunda División B | 26    | 1      | Puchar Króla   | 1     | 0      |
| 2007/08 | Jerez Industrial  | Hiszpania | Tercera División   | -     | -      | -              | -     | -      |
| 2008/09 | Jerez Industrial  | Hiszpania | Tercera División   | -     | -      | -              | -     | -      |
| 2009/10 | San Roque de Lepe | Hiszpania | Segunda División B | 20    | 1      | -              | -     | -      |
| 2010/11 | CD Roquetas       | Hiszpania | Segunda División B | 33    | 0      | -              | -     | -      |
| 2011/12 | Real Jaén         | Hiszpania | Segunda División B | 27    | 1      | Puchar Króla   | 2     | 0      |
| 2012/13 | Real Jaén         | Hiszpania | Segunda División B | 41    | 5      | Puchar Króla   | 4     | 0      |
| 2013/14 | Real Jaén         | Hiszpania | Segunda División   | 34    | 0      | Puchar Króla   | 4     | 1      |
| 2014/15 | Cádiz CF          | Hiszpania | Segunda División B | 37    | 0      | Puchar Króla   | 1     | 0      |
| 2015/16 | Cádiz CF          | Hiszpania | Segunda División B | 30    | 2      | Puchar Króla   | 5     | 1      |
| 2016/17 | Cádiz CF          | Hiszpania | Segunda División   | 16    | 0      | Puchar Króla   | 2     | 0      |
| 2017/18 | Cádiz CF          | Hiszpania | Segunda División   | 35    | 3      | Puchar Króla   | 3     | 0      |
| 2018/19 | Cádiz CF          | Hiszpania | Segunda División   | 2     | 0      | -              | -     | -      |

Stan na: 4 września 2018 r.